# Arichanna praeolivina
Arichanna praeolivina är en fjärilsart som beskrevs av Eugen Wehrli 1933. Arichanna praeolivina ingår i släktet Arichanna och familjen mätare. Inga underarter finns listade i Catalogue of Life.